# Pier 39

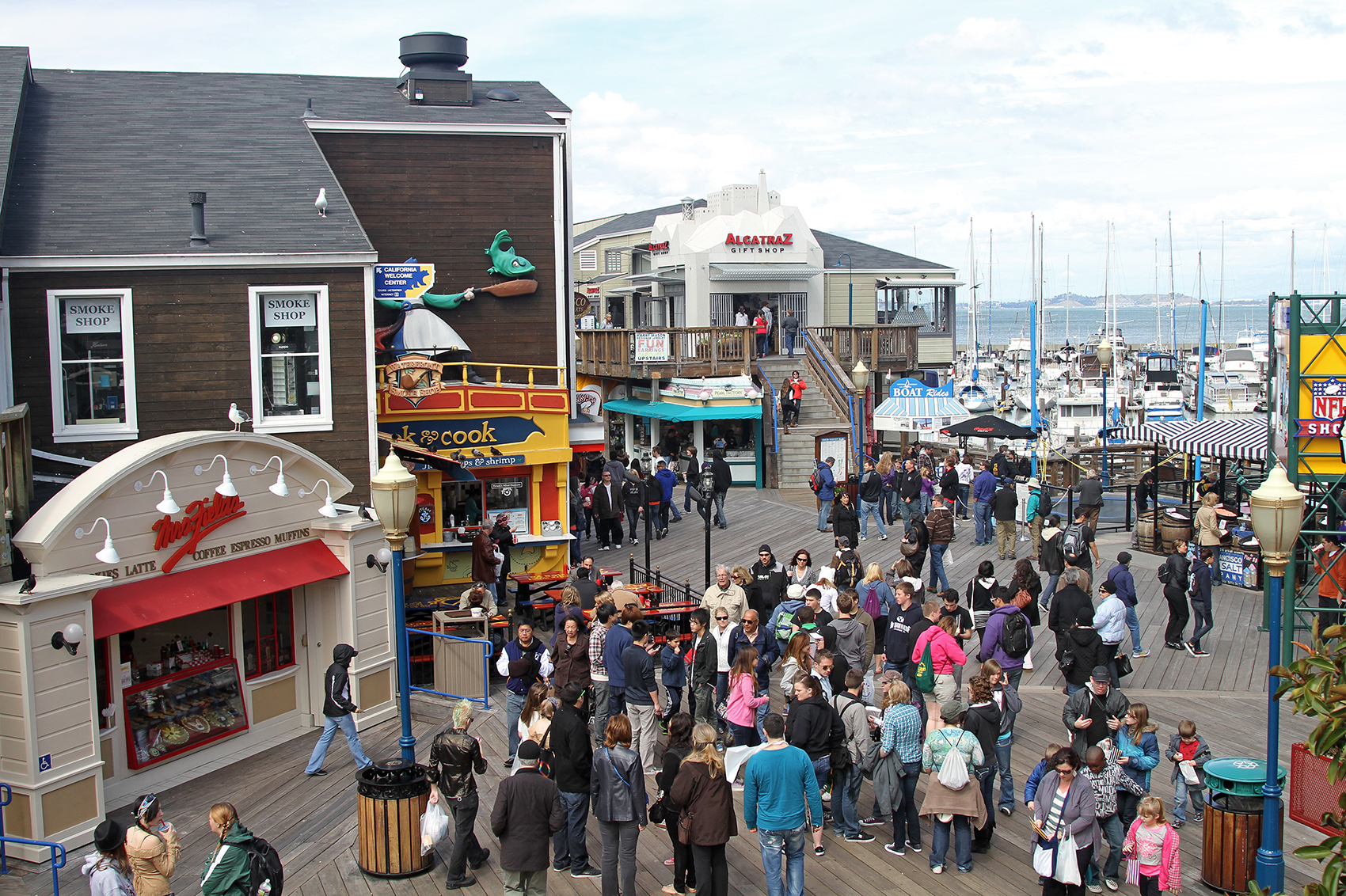
Pier 39, San Francisco, Kalifornia

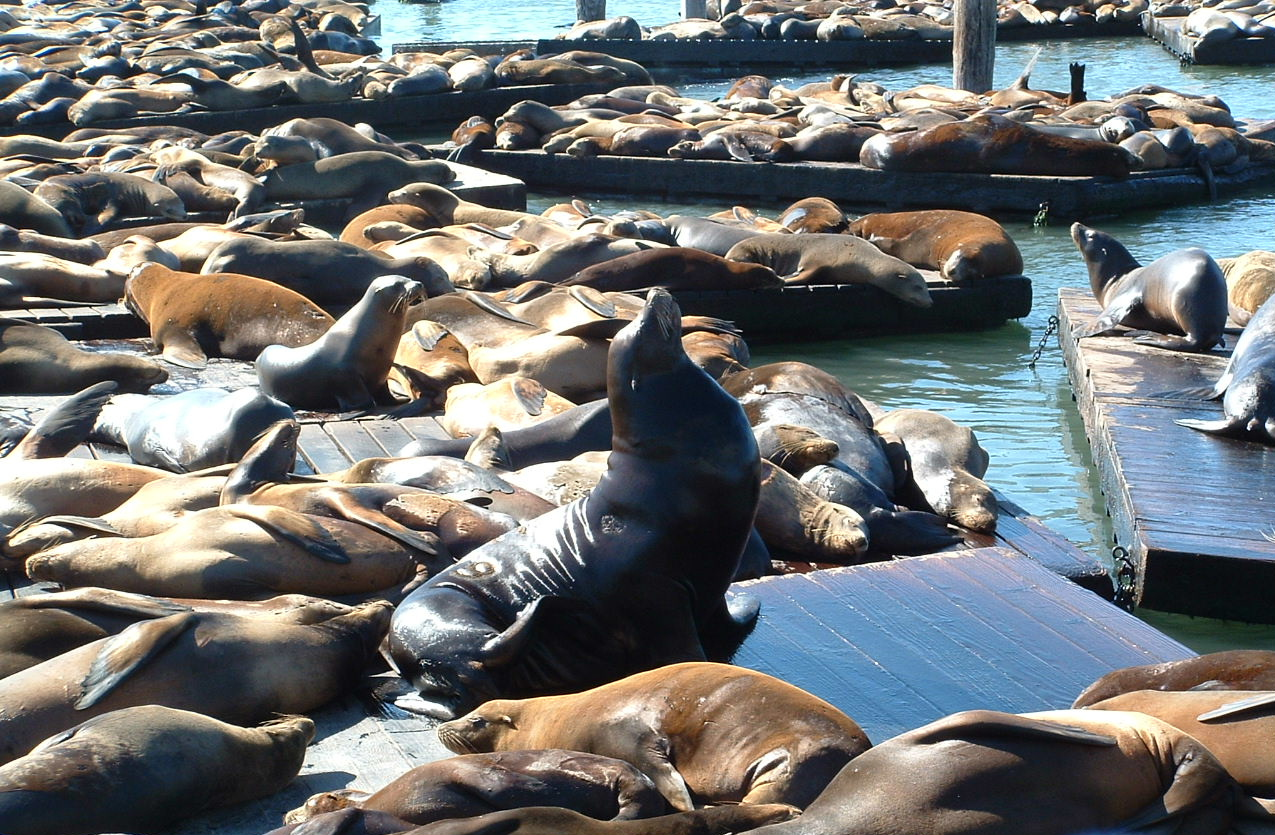
Uchatki kalifornijskie na Pier 39

Pier 39 (dosł. Molo 39) to centrum handlowe i popularna atrakcja turystyczna zbudowana na molo w San Francisco w USA. Na Pier 39 można znaleźć liczne sklepy, restauracje, salon gier wideo, przedstawienia uliczne, centrum informacyjne o ssakach morskich Marine Mammal Center, oceanarium Aquarium of the Bay. Można też zobaczyć uchatki kalifornijskie leżące często na deskach mariny przylegającej do molo.
Molo jest zlokalizowane na skraju dzielnicy Fisherman's Wharf i w pobliżu dzielnic North Beach, Chinatown i Embarcadero. Do Pier 39 można łatwo dotrzeć za pośrednictwem historycznej linii tramwajowej F Market.
Z molo widoczne są wyspy Angel Island i Alcatraz oraz mosty Golden Gate i Bay Bridge. Rejsy Blue & Gold Fleet na Alcatraz wyruszają z Pier 39.
Rozwój Pier 39 został zapoczątkowany w 1978 roku przez przedsiębiorcę Warrena Simmonsa, który zbudował tam restaurację i sklepy.